# Anne Häckel
Anne Häckel (* 10. Januar 2005 in Bautzen) ist eine deutsche Nordische Kombiniererin.

## Werdegang
Häckel begann beim SC Sohland mit dem Skisport und wurde dort hauptsächlich von Hans Steinbrech trainiert. Zur Saison 2017/18 wechselte sie an den Bundesstützpunkt Klingenthal und startete fortan für den ortsansässigen VSC. In der Jugend war sie sowohl im Skispringen als auch in der Nordischen Kombination aktiv. Ab 2019 nahm sie regelmäßig an Alpencup-Wettbewerben teil, bei denen sie einmal im Skispringen sowie 13 Mal in der Kombination das Podest erreichte, davon fünf Rennen gewann. Am 28. August 2022 debütierte Häckel in Oberwiesenthal im Grand Prix und belegte dabei den 16. Platz. Wenige Wochen später wurde sie gemeinsam mit Jenny Nowak deutsche Vizemeisterin im Teamsprint sowie Dritte im Einzel.
Bei ihrem Debüt im zweitklassigen Continental Cup am 9. Dezember 2022 in Lillehammer lief Häckel auf Rang 14. Ende Januar 2023 nahm sie teil am Europäischen Olympischen Winter-Jugendfestival 2023 in Planica und Tarvis. Im Einzel nach der Gundersen-Methode gewann sie hinter Trine Göpfert und Greta Pinzani Bronze. Auch im Mixed-Team wurde sie Dritte. Wenige Tage später wurde sie Zwölfte beim Skisprung-Wettbewerb der Nordischen Junioren-Skiweltmeisterschaften 2023 im kanadischen Whistler. Zudem sprang sie gemeinsam mit Lia Böhme, Anna-Fay Scharfenberg und Michelle Göbel auf den Bronzerang im Team.
Zur Saison 2023/24 erhielt Häckel erstmals A-Kaderstatus beim DSV. Zu Beginn des Winters trat sie dennoch zunächst im Alpencup und Continental Cup an, wo sie vordere Platzierungen erreichte. Daher wurde sie Mitte Januar für die nationale Gruppe beim Weltcup in Oberstdorf nominiert. Ihr Debüt-Rennen beendete sie auf Rang 20. Im Februar startete sie bei den Nordischen Junioren-Skiweltmeisterschaften 2024 in Planica. Gemeinsam mit Richard Stenzel, Ronja Loh und Tristan Sommerfeldt gewann sie Gold im Mixed-Team. Im Einzel lief sie auf den zehnten Platz, im Team wurde sie Fünfte. Die Saison beendete Häckel mit dem 20. Platz beim Weltcup-Rennen in Trondheim. In der Gesamtweltcupwertung belegte sie Rang 27.
Ihren ersten Weltcup-Einsatz im Winter 2024/25 absolvierte sie Mitte Januar in Schonach. Sie erreichte die Ränge 23 und 28, besonders ihre Laufleistung verhinderte bessere Platzierungen. Eine Woche später sprang sie beim Massenstart-Wettbewerb im Continental Cup in Schonach auf den zweiten Platz – ihr erstes Podest in dieser Wettkampfserie. Bei den Nordischen Junioren-Skiweltmeisterschaften 2025 in Lake Placid wurde sie Elfte.

## Statistik

### Weltcup-Platzierungen
| Saison  | Platz | Punkte |
| ------- | ----- | ------ |
| 2023/24 | 27.   | 111    |
| 2024/25 | 42.   | 031    |

### Continental-Cup-Platzierungen
| Saison  | Platz | Punkte |
| ------- | ----- | ------ |
| 2022/23 | 18.   | 090    |
| 2023/24 | 27.   | 104    |
| 2024/25 | 27.   | 090    |

### Platzierungen bei Deutschen Meisterschaften
| Jahr und Ort              | Wettbewerb | Wettbewerb |
| Jahr und Ort              | Einzel     | Teamsprint |
| ------------------------- | ---------- | ---------- |
| 2021 Oberhof/Zella-Mehlis | 07.        | —          |
| 2022 Hinterzarten         | 03.        | 02.        |
| 2023 Klingenthal          | DNS        | —          |
| 2024 Oberhof/Zella-Mehlis | 07.        | 06.        |

## Privates
Häckel wuchs in Sohland auf. Sie besuchte das Skiinternat Klingenthal. Ihre Schwester Thea ist ebenfalls in der Nordischen Kombination aktiv.

## Auszeichnungen
- Eliteschülerin des Sports 2023[4]